# وودلاون (شهرستان فرفکس، ویرجینیا)
وودلاون (به انگلیسی: Woodlawn) یک منطقهٔ مسکونی در ایالات متحده آمریکا است که در شهرستان فرفکس، ویرجینیا واقع شده‌است. وودلاون ۵٫۹۸ کیلومتر مربع مساحت و ۲۰٬۸۰۴ نفر جمعیت دارد و ۹٫۱۴ متر بالاتر از سطح دریا واقع شده‌است.